# Nigidius lewisi
Nigidius lewisi es una especie de coleóptero de la familia Lucanidae.

## Distribución geográfica
Habita en Japón y Taiwán.